# Портландцемент
Портландцемент (англ. Portland cement) — гидравлическое вяжущее вещество, получаемое путём совместного помола цементного клинкера, гипса и добавок, в составе которого преобладают силикаты кальция (70—80 %). Это вид цемента, наиболее широко применяемый во всех странах.
Впервые получен англичанином Джозефом Аспдином в 1824 году; 21 октября 1824 года он запатентовал портлендский цемент.
Название получил по имени острова Портленд в Англии, так как получаемый с его добавками искусственный камень (бетон) по цвету похож на добываемый там природный камень.
Основой портландцемента является силикат (алит и белит).

## Процесс производства
Портландцемент получают тонким измельчением клинкера и гипса. Клинкер — продукт равномерного обжига до спекания однородной сырьевой смеси, состоящей из известняка и глины определённого состава, обеспечивающего преобладание силикатов кальция (3СаО⋅SiO2 и 2СаО⋅SiO2, 70—80 %).
Самые распространённые методы производства портландцемента — так называемые «сухой» и «мокрый». Всё зависит от того, каким способом смешивается сырьевая смесь — в виде водных растворов или в виде сухих смесей.
При измельчении клинкера вводят добавки: 1,5—3,5 % гипса СaSO4⋅2H2O (в перерасчёте на ангидрид серной кислоты SO3) для регулирования сроков схватывания, до 15 % активных минеральных добавок — для улучшения некоторых свойств и снижения стоимости цемента.
Сырьём для производства портландцемента служат смеси, состоящие из 75—78 % известняка (мела, ракушечника, известнякового туфа, мрамора) и 22—25 % глин (глинистых сланцев, суглинков) либо известняковые мергели, использование которых упрощает технологию. Для получения требуемого химического состава сырья используют корректирующие добавки: пиритные огарки, колошниковую пыль, бокситы, пески, опоки, трепелы.
При мокром способе производства уменьшается расход электроэнергии на измельчение сырьевых материалов, облегчается транспортирование и перемешивание сырьевой смеси, выше гомогенность шлама и качество цемента, однако расход топлива на обжиг и сушку на 30—40 % больше чем при сухом способе.
Обжиг сырьевой смеси проводится при температуре 1470 °C в течение 2—4 часов в длинных вращающихся печах (3,6×127 м, 4×150 м и 4,5×170 м) с внутренними теплообменными устройствами, для упрощения синтеза необходимых минералов цементного клинкера. В обжигаемом материале происходят сложные физико-химические процессы. Вращающуюся печь мокрого способа условно можно поделить на зоны:
- Сушки (температура материала 100—200 °C — здесь происходит частичное испарение воды).
- Подогрева (200—650 °C — выгорают органические примеси и начинаются процессы дегидратации и разложения глинистого компонента). Например, разложение каолинита происходит по следующей формуле: Al2O3⋅2SiO2⋅2H2O → Al2O3⋅2SiO2 + 2H2O; далее при температурах 600—1000 °C происходит распад алюмосиликатов на оксиды и метапродукты.
- Декарбонизации (900—1200 °C). В этой зоне происходит декарбонизация известнякового компонента: СаСО3 → СаО + СО2, одновременно продолжается распад глинистых минералов на оксиды. В результате взаимодействия основных (СаО, MgO) и кислотных оксидов (Al2O3, SiO2) в этой же зоне начинаются процессы твердофазового синтеза новых соединений (СаО⋅Al2O3 — сокращённая запись СА, который при более высоких температурах реагирует с СаО и в конце жидкофазового синтеза образуется С3А), протекающих ступенчато.
- Экзотермических реакций (1200—1350 °C). В этой зоне завершается процесс твердофазового спекания материалов, здесь полностью завершается процесс образования таких минералов как С3А, С4АF (F — Fe2O3) и C2S (S — SiO2) — 3 из 4 основных минералов клинкера.
- Спекания (1300 → 1470 → 1300 °C). В этой зоне происходит частичное плавление материала, в расплав переходят клинкерные минералы кроме C2S, который, взаимодействуя с оставшимся в расплаве СаО, образует минерал алит (С3S).
- Охлаждения (1300—1000 °C). Здесь температура медленно понижается. Часть жидкой фазы кристаллизуется с выделением кристаллов клинкерных минералов, а часть застывает в виде стекла.

Узнать данный вид цемента можно по внешнему виду — это зеленовато-серый порошок. Как и все цементы, если к нему добавить воду, он при высыхании принимает камнеобразное состояние и не имеет существенных отличий по своему составу и физико-химическим свойствам от обычного цемента.
ПДК в воздухе (согласно ГОСТ 12.1.005-88): 6 мг/м3
Существуют следующие виды портландцемента:
- быстротвердеющий,
- нормальнотвердеющий,
- пластифицированный,
- гидрофобный,
- сульфатостойкий,
- дорожный,
- белый и цветной,
- с умеренной экзотермией,
- с поверхностно-активными органическими добавками.

Сульфатостойкий портландцемент проявляет повышенную стойкость к сульфатной агрессии во время процессов попеременного замораживания и разморозки либо увлажнения-высыхания, отчего и имеет такое своё название. Может иметь марки прочности от 400 до 600. Его широко применяют при возведении мостовых опор и свай. А также он необходим в строительстве всевозможных гидротехнических сооружений.
Пластифицированный и гидрофобный портландцемент тоже дают возможности для самого широкого применения. Первый тип, благодаря добавлению пластификатора, очень удобен в применении, например, для приготовления кладочного раствора. Имеет марки прочности от 300 до 700. Гидрофобный включает в свой состав одноименную добавку, что увеличивает сроки его хранения и облегчает задачу транспортировки на дальние расстояния. Может использоваться как дорожный портландцемент. Обязательное условие для всех цементов, применяемых в дорожном строительстве — долгое время схватывания в растворе, чтобы была возможность привозить на объект уже готовую смесь. Также в данных целях возможно использовать шлакопортландцемент. Однако последний не отличается хорошей морозостойкостью, и, следовательно, имеет весьма ограниченную географическую зону применения.
Гидрофобный цемент может быть закуплен для строительства дорожных объектов в готовом виде, либо, если соответствующие компоненты в составе используемого цемента отсутствуют, их необходимо добавлять впоследствии при изготовлении раствора. Это касается гидрофобных составляющих, пластификаторов и смешанных добавок (гидрофобно-пластифицирующих). Не следует употреблять активные минеральные компоненты из-за опасности снижения морозостойкости.
Быстротвердеющий портландцемент и особо быстротвердеющий портландцемент становятся таковыми за счет включения в их состав большого количества трехкальциевого силиката и алюмината (виды клинкера). Поэтому данный тип цемента обладает способностью твердеть в самые короткие сроки без ущерба для его качества. По истечении первых трех суток скорость затвердевания снижается и постепенно становится обычной.
Портландцемент с умеренной экзотермией содержит добавки, отвечающие за уменьшение теплоты гидратации (реакции при соединении вяжущего компонента с водой). Такими свойствами обладает состав с минимальным содержанием алита и алюмината и увеличенным количеством белита и четырехкальциевого алюмо-феррита. Этот продукт незаменим при строительстве массивных конструкций и в жаркую пору года.
Магнезиальный цемент изготавливается с применением доломита или магнезита, обладающего известными огнеупорными свойствами. Цемент отличается повышенной прочностью, хорошим свойством сцепления с любой поверхностью, пониженной теплопроводностью и, как уже было сказано, отличной огнестойкостью. Поэтому применяется для теплоизоляционных перегородок, огнеупорных конструкций, внутренней отделки и т. д.
Тампонажный цемент пятисотой марки производится только по спецзаказу, хотя его себестоимость гораздо ниже, нежели у обычного портландцемента — за счет включения в состав гипса. Тампонажная разновидность цемента используется для консервации скважин газового или нефтяного месторождений для защиты от грунтовых вод. В последнее время вместо нее стали применяться полимерные и иные тампонирующие материалы.
Белый портландцемент отличается своим цветом, что достигается за счет использования особого клинкера (обычный портландцемент имеет серо-зеленый темный оттенок). Может применяться в любой сфере строительства. Также предназначается для создания цветных видов цемента (с помощью добавления красящих компонентов).

## Объём производства
По данным ROIF Expert, в 2019 году в России было произведено 57,3 млн тонн портландцемента. По сравнению с 2018 годом продажи портландцемента в России выросли на 29,7 млрд рублей. Основной объём потребляемой в России продукции производится внутри страны. Доля импорта в потреблении в последние годы колеблется в районе 2,5—3,5 %.

## Применение портландцемента
Важнейшее применение — для изготовления бетона, железобетона и железобетонных изделий, строительных растворов. Основным направлением использования портландцемента является жилищное (в особенности монолитное) и индустриальное строительство.
Также применяется на ряде этапов дорожного строительства.
Еще одна из областей применения — отверждение жидких радиоактивных отходов, ряде случаев после модификации добавками